# Feliks Koneczny
Pour les articles homonymes, voir Koneczny.
Feliks Karol Koneczny (prononciation polonaise : [ˈfɛliks ˈkarɔl kɔˈnɛt͡ʂnɨ]; né le 1er novembre 1862 à Cracovie, décédé le 10 février 1949 dans cette même ville) est un historien polonais, aussi philosophe, journaliste, bibliothécaire et critique de théâtre. À l'instar d'Oswald Spengler ou d'Arnold Toynbee, il a fondé un système de science comparative des civilisations original.
Ses écrits s'appuient sur l'expérience historique de l'Europe centrale et sur la tradition intellectuelle polonaise, mais avec une prétention à l'universalité. Il a diagnostiqué une crise de la culture européenne et proposé un programme de renaissance culturelle. Dans l'entre-deux-guerres, l'œuvre de Koneczny a été très influente dans les milieux conservateurs polonais. Elle fut ensuite oubliée sous le régime communiste. Depuis la chute du Mur, l'œuvre de Koneczny a suscité un intérêt croissant dans son pays, tant sur le plan académique que politique. Les théories de Koneczny y sont de plus de plus en plus connues, mais restent très controversée, notamment en raison de leur critique du multiculturalisme. Koneczny était un auteur prolifique. Au cours de sa vie, il a écrit 26 livres (dont certains publiés à titre posthume) et plus de 300 articles et documents occasionnels. Il a commencé sa carrière en tant qu'historien universitaire, intéressé par l'histoire de l'Europe centrale et orientale (en particulier la Pologne, la Lituanie, l'Ukraine, la Russie et la Silésie), avant d'écrire une œuvre plus historiosophique.

## Biographie

### L'historien de Cracovie (1862-1919)
Feliks Koneczny est issu d'une famille polonaise installée dans la ville morave de Hranice. Ses ancêtres, d'origine silésienne, s'y étaient installés avec l'armée de Jan III Sobieski, qui se dirigeait vers Vienne en 1683. Il est né le 1er novembre 1862 au 17, place Kleparski à Cracovie. À l'âge de 10 ans, il commence ses études au lycée d'élite Ste Anne, connu aujourd'hui sous le nom de lycée Bartłomiej Nowodworski. En mai 1876, il quitte l'école avec trois notes insuffisantes : en latin, en grec et en histoire. Des années plus tard, il affirmera : « l'expérience enseigne que personne à l'école n'a jamais appris à parler une langue. »
À l'automne 1883, Koneczny commence ses études à la faculté de philosophie de l'université Jagellonne, où l'histoire est à l'époque une matière très importante. Au cours de la première année de ses études, Koneczny assiste à des cours strictement historiques : ceux de Zakrzewski sur l'histoire grecque, sur l'histoire du XVIIIe siècle et sur la Révolution française ; de Smolka sur l'histoire de la Pologne et sur le règne de Sigismond II Auguste ; et de Lewicki sur l'histoire de l'Autriche. Michael Bobrzyński, éminent représentant du camp conservateur, était le professeur de droit polonais et était considéré comme le premier historien du droit polonais. En outre, l'étudiant débutant participait aux cours de littérature polonaise donnés par Stanisław Tarnowski, dont l'influence se retrouve dans ses ouvrages ultérieurs Życie i zasługi Adama Mickiewicza ("Vie et contributions d'Adam Mickiewicz") en 1898 et Teatr krakowski en 1905. Sous la direction de Zakrzewski, Koneczny prépare son premier article scientifique publié, Kazimierz le Grand comme protecteur de l'église de Riga (1887). Alors qu'il est étudiant, Koneczny épouse Marcela Kerč (1859-1935), une femme d'origine tchèque, avec qui il a une fille, Bronisława (1889-1951), et deux fils, Czesław (1890-1944) et Stanisław (1892-1944).
Après des mois de recherche dans les Archives du Vatican, Koneczny est recruté à l'Académie des connaissances de Cracovie, où il travaillera jusqu'au 30 septembre 1897. Parmi les ouvrages publiés à cette époque, les suivants méritent une attention particulière : Jagellon et Witold pendant l'union de Krewo (1893) et L'histoire de la Silésie (1897) – une monographie qui devait constituer son habilitation. Dans la première de ces thèses, Koneczny présente, outre l'aspect politique des événements, d'importantes questions juridiques et étatiques. En 1921, Oswald Baltzer, un grand spécialiste du système polonais, écrivit, à propos des études les plus importantes sur l'histoire de l'Union polono-lituanienne : « C'est à Feliks Koneczny que nous devons la conclusion sur l'incorporation de la Lituanie à la Pologne. »   
En 1897, il commence à travailler à la Bibliothèque Jagellone. Il y aurait rencontré Lénine lorsque ce dernier vivait à Cracovie, entre 1912 et 1914. À cette époque, Koneczny commence à se faire connaître du grand public par ses travaux de vulgarisation des connaissances historiques. En tant que bon conférencier, observateur attentif de la vie politique et sociale et polémiste, il était populaire dans le camp national, bien qu'il n'y ait jamais appartenu formellement. Dans ses conférences, il défendait notamment, devant son auditoire, qu'il était nécessaire d'augmenter le nombre d'écoles et de bibliothèques publiques en Pologne. Dans une Pologne encore divisée et occupée par des puissances étrangères, il jugeait important de proposer des synthèses historiques accessibles au grand public afin que ce dernier prît conscience de sa culture et de son histoire. Il donna lui-même l'exemple grâce à ses trois célèbres ouvrages :  L’Histoire de la nation polonaise pour la jeunesse (1889), L'histoire de la Pologne sous la dynastie des Piast (1902) et L'histoire de la Pologne sous la dynastie des Jagellons (1903).
Sa démarche le conduisit à s'engager dans des activités culturelles pro-slaves, notamment dans le Klub Słowiański [Club slave] et son organe de presse, le mensuel Świat Słowiański [Le monde slave], créés en décembre 1901 à l'initiative de Marian Zdziechowski et d'August Sokołowski. Koneczny sera l'éditeur de ce journal. Le Club slave représentait une orientation slavophile avec une attitude clairement anti-allemande, sans être pro-russe toutefois.
Par crainte de l'invasion russe, les autorités militaires autrichiennes donnent l'ordre, en septembre 1914, d'évacuer les habitants de la ville. Koneczny et sa famille se réfugient alors à Staré Hamry, en Moravie. Pendant les années de la Première Guerre mondiale, il prépare deux œuvres majeures : Tadeusz Kościuszko (1917) et L'histoire de la Russie (1917), première histoire complète de la Russie écrite par un Polonais. L'ouvrage comportera trois volumes.

### Le théoricien des civilisations (1919-1949)
En juillet 1919, Koneczny est nommé professeur assistant par le recteur Michał Siedlecki à l'université Stefan Batory de Vilnius, qui appartient désormais à la Pologne indépendante. Parallèlement aux cours qu'il donne, il entame son processus d'habilitation à Cracovie sur la base de son Histoire de la Russie. Le 20 juin 1920, le ministère approuve l'habilitation et il est nommé professeur associé. C'est dans ses cours à l'université Stefan Batory de Vilnius, consacrés pour la plupart à l'Europe de l'Est, que point pour la première fois sa philosophie de l'histoire, à la base de laquelle se trouve l'idée de l'existence de nombreuses civilisations différentes s'affrontant les unes les autres.
En 1929, Koneczny devra prendre sa retraite. Les raisons de cette mise à l'écart ne sont pas claires et font l'objet de nombreuses spéculations. Selon les propres hypothèses de Koneczny, développées dans une lettre à Teofil Emil Modelski, il la devrait à sa critique publique des méthodes administratives du régime de Sanation contre la science, exprimée par lui lors de la réunion du Club national de Vilnius. En outre, il n'a jamais caché qu'il considérait Józef Piłsudski comme un malade mental. Il rentre donc à Cracovie.
Dans les années 1930, il s'éloigne  des sujets strictement historiques dans ses œuvres et écrit des livres traitant de la philosophie de l'histoire, de l'éthique ou les questions religieuses. Au cours de cette période, les ouvrages suivants sont publiés : O wielości cywilizacji (''Sur la pluralité des civilisations'') en 1935, Rozwój moralności (''L'extension de la morale'') en 1938, Protestantyzm w życiu zbiorowym (''Le protestantisme dans la vie collective'') en 1938, Kościół jako polityczny wychowawca narodów (''L'Église en tant qu'éducateur politique de la nation'') en 1938 et Święci w dziejach narodu polskiego (''Les saints dans l'histoire de la nation polonaise'') en 1939.
En 1935, sa femme meurt. En 1942, durant l'Occupation, la partie supérieure de sa maison où se trouve son bureau est réquisitionnée pour y loger des familles allemandes. En 1943, son fils cadet Stanisław est arrêté à Cracovie pour conspiration et tué par décapitation le 23 octobre 1944 à Brandenburg an der Havel. Le 15 août 1944, lors de la répression de l'insurrection de Varsovie, les Allemands avaient tué son fils aîné Czesław et sa femme Maria. Seule la fille de Bronisław, propriétaire d'une bijouterie dans le Sukiennice, et les deux jeunes petits-fils de Koneczny, Jacek et Wiesław, ont survécu à la guerre. 
Après l'entrée de l'Armée rouge à Cracovie, Koneczny se présente à l'université Jagellon en janvier 1945, pour offrir à nouveau ses services. Mais les nouvelles autorités ne lui donnent pas le droit d'enseigner. Ne pouvant compter uniquement sur sa maigre pension pour subvenir à ses besoins et à ceux de ses petits-enfants, Koneczny se consacra donc, après la guerre à l'activité journalistique. iI écrit de nombreux articles pour Niedziela et Tygodnik Warszawski. Ses articles sont très populaires et s'adressent à un large éventail de lecteurs. Dans l'impossibilité de publier des livres, il travaille intensément à l'élaboration de sa théorie historiosophique. Seuls quelques amis étaient au courant de ce travail et, en raison de la pression croissante exercée par les communistes, ils préférèrent ne pas partager cette information. Ce n'est qu'après de nombreuses années, grâce aux efforts de Jędrzej Giertych, que les travaux de Koneczny restés à l'état de manuscrits ont été publiés à Londres. Les ouvrages suivants ont été publiés par la Société Roman Dmowski : On the plurality of civilisations en 1962, premier livre de Koneczny traduit en anglais et préfacé par Arnold Toynbee, Cywilizacja bizantyńska (''La civilisation byzantine") en 1973, Cywilizacja żydowska ("La civilisation juive") en 1974, O ład w historii ("Sur l'ordre dans l'histoire") en 1977, Państwo w cywilizacji łacińskiej ("L'État et le droit dans la civilisation latine") en 1981 et Prawa dziejowe ("Les lois de l'histoire") en 1982.
Feliks Koneczny meurt le 10 février 1949 à Cracovie et est enterré deux jours plus tard dans le tombeau familial au cimetière de Salwator. Le 23 septembre 2023, grâce aux efforts de la section de Cracovie de l'IPN, une nouvelle pierre tombale a été inaugurée sur la tombe de Feliks Koneczny et de sa famille.

## Œuvre

### Critique de théatre
Au tournant des XIXe et XXe siècles, Koneczny publie pendant 9 ans (1896-1905) des reportages sur le théâtre dans le mensuel cracovien Przegląd Polski. Il était l'un des critiques les plus en vue de l'époque, prenant soin de préparer minutieusement les représentations qu'il regardait et de les évaluer ensuite de manière objective et même scientifique. Koneczny a publié 75 critiques, sans titre, dans la rubrique : Teatr krakowski [Théâtre de Cracovie].

### Histoire
Dans ses œuvres historiques, Koneczny a traité de l'histoire de l'Europe centrale et orientale, principalement au Moyen Âge et au début de la période moderne. Il s’intéressait particulièrement aux questions liées à l’Ordre teutonique et aux relations de la Pologne et de la Lituanie avec leurs voisins orientaux. Certaines de ses œuvres synthétiques ont un caractère pionnier, comme son Histoire de la Silésie. Outre ses travaux scientifiques, il a également publié des ouvrages de vulgarisation et des manuels, tels que l'Histoire de la nation polonaise pour la jeunesse (1889), l'Histoire de la Pologne sous la dynastie des Piast (1902) ou l'Histoire de la Pologne sous la dynastie des Jagellons (1903).
Méthodologiquement, il croyait que les faits historiques devaient être expliqués dans leur contexte civilisationnel. Il a ainsi combiné l’historiographie avec sa théorie de la civilisation. Décrivant l'histoire de la Pologne, il a souligné que ses conflits avec les pays voisins étaient de nature civilisationnelle : la Pologne est basée sur la civilisation latine, la Russie sur la civilisation touranienne (d'origine mongole) et l'Allemagne sur la civilisation byzantine. Koneczny a souligné l’influence positive de l’Église catholique sur le développement de la société et le rôle dominant des idées et des institutions dans l’histoire. Au fil du temps, Koneczny a publié de moins en moins d’ouvrages historiques et de plus en plus d’ouvrages historiosophiques.

### Philosophie de l'histoire
La partie de l’œuvre de Koneczny qui a suscité le plus d’intérêt est sa philosophie de l’histoire. Dans ses nombreux ouvrages, il a développé une théorie originale de la civilisation, dont le but était de définir les lois régissant l'histoire de l'humanité.
Le début des considérations civilisationnelles de Koneczny fut la réflexion sur la relation de la Pologne à l'Europe et sur sa valeur civilisationnelle en général, menée en 1917. Elle aboutit à l'article Polska w kulturze powszechnej [La Pologne dans la culture universelle] dans un ouvrage en deux volumes édité par Feliks Koneczny. C'est également à ce moment-là qu'il commence à travailler sur son livre De la pluralité des civilisations. Le premier ouvrage historiosophique d’envergure de Koneczny fut Polskie Logos a Ethos [Le Logos et l'Éthos polonais], publié en 1921. Il s’agit de considérations sur le but de la Pologne en tant qu’État et des Polonais en tant que nation. Il comprenait un tel objectif non pas comme quelque chose de donné à l’avance, mais comme une idée directrice librement choisie autour de laquelle se concentrent les efforts de la nation dans une période historique donnée. Une telle idée résulterait des prédispositions démontrées au cours du développement d’une nation donnée et prendrait en compte les besoins de toute l’humanité. L'objectif de la Pologne, selon Koneczny, était de proclamer et de prouver la suprématie de la loi morale sur la recherche de l'efficacité politique à tout prix, ainsi que de diffuser l'idée d'une union volontaire entre les nations européennes, dont il voyait l'exemple le plus parfait dans les unions polono-lituaniennes. Durant ses années de cours à Vilnius, il publia un certain nombre d'articles et de brochures historiosophiques, notamment : La diversité civilisationnelle des Slaves (1925), Le byzantinisme allemand (1927), La Pologne entre Orient et Occident (1927), L'Église en Pologne et la civilisation (1928), La dépendance de l'économie à l'éthique (1932), dans lesquels il façonna sa propre compréhension des concepts fondamentaux de son historiosophie, tels que : la civilisation, la triple-loi, le Quincunx, le personnalisme, l'individualisme et la grégarité.
La philosophie de l'histoire de Koneczny a pris sa forme mature dans le livre De la pluralité des civilisations (1935) et le livre Le développement de la morale (1938), considéré comme son supplément, ainsi que dans les livres qui en étaient le prolongement et qui n'ont pas été publiés de son vivant : La civilisation byzantine, La civilisation juive et L'État et le Droit dans la civilisation latine. Selon lui, l’historiosophie était l’étude des lois historiques. Cependant, il ne comprenait pas ces lois comme du déterminisme, mais comme des relations constantes (répétées à maintes reprises dans l’histoire) entre les idées, les systèmes sociaux, politiques et religieux. Il a critiqué les philosophies déterministes telles que le marxisme, l’hégélianisme, les théories de Andrzej Towiański, Hoene-Wroński, de Vico et de Spengler, ainsi que le darwinisme social. Il croyait également qu’il était impossible de prédire le développement futur de l’humanité.

## Postérité
De son vivant, Koneczny exerça d'abord une certaine influence sur le mouvement national et sur Roman Dmowski, même s'il prit soin de s'en distinguer explicitement. Après-guerre, ses théories ont rencontré peu d’intérêt. L’un de ses rares successeurs fut Józef Kossecki, qui tâcha d'approfondir la science comparative des civilisations de Feliks Koneczny, en tenant compte de l'apport d'autres auteurs comme Leon Petrażycki ou Henryk Piętka. Ses réflexions furent développées dans son livre Podstawy nowoczesnej nauki porównawczej o cywilizacjach ("Fondements de la science comparée moderne des civilisations") en 1996.
A l'étranger, c'est à Anton Hilckman, professeur allemand à l'Université de Mayence, que l'on doit la découverte de Koneczny. Partisan des enseignements de Koneczny sur la nature des civilisations, il travaillera sur l'édition anglaise de son livre La pluralité des civilisations, qui sera préfacé par Arnold Toynbee en 1962. 
Depuis les années 1990, les œuvres de Koneczny connaissent de très nombreuses rééditions en Pologne et deviennent une référence de plus en plus importante pour une partie de la droite polonaise. D’après Jaroslaw Tomasiewicz, de l’université de Katowice, « l’influence de Koneczny sur le mouvement nationaliste contemporain est difficile à surestimer. La ‘‘théorie des civilisations’’ est une sorte de ‘‘métathéorie’’ du nationalisme catholique de l’endecja. »

## Publications
Les œuvres principales de F. Koneczny sont aujourd’hui éditées par de très nombreuses maisons d’édition polonaises. Mais l’édition de ses œuvres complètes est actuellement prise en charge par la Fundacja Kwartinalka ‘‘Wyklęci’’, en partenariat avec les éditions « Miles », sous la direction de Kajetan Rajski. L’édition compte actuellement quatorze volumes.
Parmi les œuvres les plus importantes de Koneczny, on compte :
- 1893 – Jagiełło i Witold, Lwów;
- 1897 – Dzieje Ślązka: ozdobione licznymi obrazkami, Bytom;
- 1898 – Życie i zasługi A. Mickiewicza, Kraków;
- 1902 – Dzieje Polski za Piastów, Kraków;
- 1903 – Dzieje Polski za Jagiellonów Kraków;
- 1905 – Geografia historyczna, Lwów;
- 1917–1929 – Dzieje Rosji (t. 1 Do roku 1449 Warszawa 1917; t. 2 Litwa a Moskwa w latach 1449–1492, Wilno 1929; t. 3 Schyłek Iwana III 1492-1505, Londyn 1984);
- 1917 – Tadeusz Kościuszko, Poznań;
- 1920 – O pierwotnej polskości Ziemi Chełmskiej i Rusi Czerwonej, Warszawa;
- 1921 – Polskie Logos a Ethos. Roztrząsanie o znaczeniu i celu Polski. Tom I i II, Poznań;
- 1924 – Dzieje administracji w Polsce w zarysie [5], Wilno;
- 1935 – O wielości cywilizacji, Kraków; 
(en) 1962 – On the Plurality of Civilisations, London 1962;
- 1938 – Rozwój moralności, Lublin;
(en) 2016 – The Development of Morality, Komorów, Antyk;
- 1939 – Święci w dziejach narodu polskiego, Warszawa;
- 1973 – Cywilizacja bizantyńska, Londyn, wyd. pośmiertne;
(en) 2014 – The Byzantine Civilization, Komorów, Antyk;
- 1974 – Cywilizacja żydowska, Londyn, wyd. pośmiertne;
(en) 2012 – The Jewish Civilization, Komorów, Antyk;
- 1976 – O ład w historii, Londyn, wyd. pośmiertne; 
(en) 2014 On Order in History, Komorów, Antyk;
- 1981 – Państwo w cywilizacji łacińskiej. Zasady prawa w cywilizacji łacińskiej, Londyn;
(en) 2016 – The Latin Civilization, Komorów, Antyk, 2016;
- 1982 – Prawa dziejowe, Londyn; 
(en) 2013 – The Laws of History, Komorów, Antyk;
- 2000 – O sprawach ekonomicznych Kraków;
- 2002 – Obronić cywilizację łacińską, Lublin.